# Außenläufer

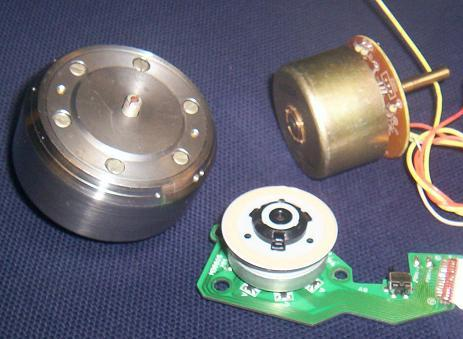
Verschiedene kleine Außenläufermotoren

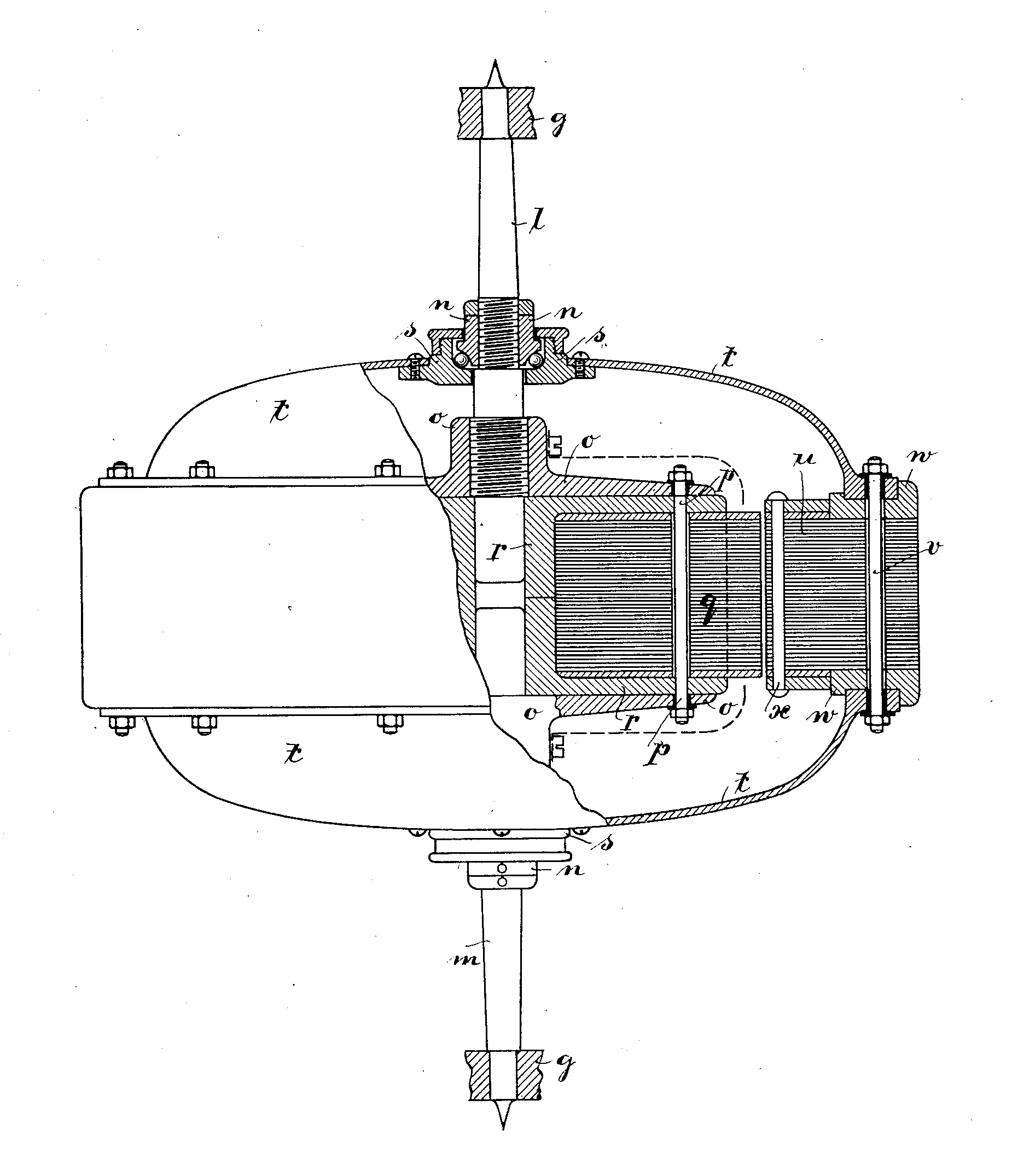
Zeichnung aus US-Patent US662484 A

Ein Außenläufer ist eine Bauform rotierender elektrischer Maschinen, bei der sich – anders als üblich – der ruhende Teil (Stator) der Maschine in ihrem Innern befindet und vom bewegten Teil (Rotor, „Läufer“) umschlossen ist.
Die Maschine kann je nach Betriebspunkt und Ausführung als elektrischer Generator oder als Elektromotor verwendet werden.
Den ersten Außenläufermotor entwarf Emil Ziehl 1897 für die Berliner Maschinenbau AG. Das US-Patent wurde 1900 erteilt, das deutsche Patent 1904.
Typische Vertreter für Asynchronmotoren mit Kurzschlussläufer sind Axiallüfter, Deckenventilatoren, Kreiselmotoren sowie weitere Anwendungen, bei denen das Rotations-Trägheitsmoment des Läufers keine Rolle spielt oder sogar erwünscht ist.
Bei den oft als Außenläufer ausgeführten elektronisch kommutierten Gleichstrommotoren besteht der Läufer aus mehreren abwechselnd radial ausgerichteten ringförmig angeordneten Dauermagneten oder einem entsprechend vielpolig magnetisierten Ring. Hierzu gehören beispielsweise:
- Rollendynamos, getriebelose Nabendynamos und Radnabenmotoren (Direktantrieb)
- Magnetzündung und Lichtmaschine einiger Motorräder, zugleich Schwungrad
- Direktantrieb von Disketten-Laufwerken sowie der Kopftrommel und der Tonwelle von Videorekordern
- Direktantrieb des Polygonspiegels der Scannereinheit von Laserdruckern
- Axiallüfter für Gleichspannung.